# Ropalidia maculata
Ropalidia maculata är en getingart som först beskrevs av Rad. 1881.  Ropalidia maculata ingår i släktet Ropalidia och familjen getingar. Inga underarter finns listade i Catalogue of Life.